# نقطه‌نظر کاری‌ام به‌عنوان نویسنده
نقطه‌نظر کاری‌ام به‌عنوان نویسنده (به انگلیسی: The Point of View of My Work as an Author) با عنوان فرعی: یک ارتباط مستقیم، گزارش به تاریخ، شرح زندگی‌نامه‌ای از استفاده سورن کی‌یرکگور، فیلسوف دانمارکی قرن نوزدهم از نام مستعار خود است.
این اثر در سال ۱۸۴۸ نوشته شد، بخشی در سال ۱۸۵۱ منتشر شد (با عنوان نقطه‌نظر کاری‌ام به‌عنوان نویسنده، و پس از مرگ در سال ۱۸۵۹ به‌طور کامل منتشر شد. این اثر نوشته‌ها با نام مستعار و دلبستگی شخصی او به آن نوشته‌ها را توضیح می‌دهد. والتر لوری مترجم و محقق کی‌یرکگوری، این کتاب را یک اثر زندگی‌نامه‌ای نامید: «آن‌قدر منحصربه‌فرد است که در کل ادبیات جهان مشابهی ندارد».